# Això que estàs passant
Això que estàs passant (títol original en anglès What Are You Going Through) és una novel·la del 2020 de l'escriptora estataunidenca Sigrid Nunez publicada per Riverhead Books el 2020. El 2024, es va adaptar a la pel·lícula guanyadora del Lleó d'Or La habitación de al lado del cineasta espanyol Pedro Almodóvar.
Ha estat traduïda al català per Núria Parés i publicada per L’Altra Editorial.

## Fons i escriptura
El títol de la novel·la prové d'un assaig de l'escriptora francesa Simone Weil del seu llibre Attente de Dieu. La novel·la es va publicar durant la pandèmia de la COVID-19, tot i que Núñez va escriure el llibre abans que comencés. Com en el seu primer llibre, L'amic, el llibre implica un suïcidi. Malgrat la dificultat dels temes explorats als seus llibres, Núñez inclou deliberadament moments còmics al llarg de la seva obra i ha dit que "quan [la comèdia es] deixa fora d'una obra, falta alguna cosa essencial".

## Recepció

### Recepció crítica
En general, la novel·la va rebre crítiques majoritàriament positives, segons el lloc web de l'agregador de ressenyes literàries Book Marks. Heller McAlpin, escrivint per a NPR, va elogiar la novel·la com un "[…] recordatori profundament humà del gran consol tant de la companyia com de la literatura".Els crítics van comparar el llibre favorablement a L'amic de Nunez. McAlpin es va referir al llibre com a "seguiment digne" i "peça acompanyant" del llibre del 2018. Dwight Garner, escrivint per The New York Times, va fer una comparació semblant i va elogiar el llibre com "[…] tan bo com 'L’amic', si no millor."
Joan Frank de The Washington Post assenyala que, "Una està emocionada per l'abast i el to de l'ambició d'aquesta novel·la, ja que aborda les nostres qüestions més grans anomenant el particular: la manera com els moribunds recitaven allò que els importava a l'emblemàtica pel·lícula de Wim Wenders 'Der Himmel über Berlin.' Però el més sorprenent pot ser com el narrador de Nunez es transfigura, a través d'una compassió cada cop més profunda, d'un observador irònic i circumspecte a algú amb un amor desafortunat per la seva amiga desapareguda […] Tot i així, és l'aquí i ara de "Això que estàs passant que ens clava, els seus testimonis corals, el seu rèquiem preventiu." Anri Wheeler de The Boston Globe conclou descrivint com "Al final, Nunez deixa sense resposta algunes de les preguntes més importants del lector. El que importa, com amb la pregunta de Weil que obre el llibre, és la pregunta. En fer-ho, es fa significat. El narrador, i al seu torn el lector, es transformen."

## Adaptació cinematogràfica
Això que estàs passant es va convertir en una pel·lícula rebatejada com La habitación de al lado. Està escrita i dirigida pel cineasta espanyol Pedro Almodóvar en el seu debut de  en anglès. És protagonitzada per Tilda Swinton i Julianne Moore al costat de John Turturro i Alessandro Nivola.Va ser guardonada amb el Lleó d'Or, el màxim premi del Festival de Cinema de Venècia..